# Râul Coca
Râul Coca este un curs de apă, afluent al râului Slănic. Râul se formează la confluența brațelor Coca Plină și Coca Seacă

## Hărți
- Harta Județului Buzău